# دانيال جونستون
دانيال جونستون (بالإنجليزية: Daniel Johnston)‏ هو عازف بيانو ومغني ورسام وعازف قيثارة وكاتب أغاني وموسيقي أمريكي، ولد في 22 يناير 1961 في ساكرامنتو في الولايات المتحدة.

## وصلات خارجية
- الموقع الرسمي
- دانيال جونستون على موقع IMDb (الإنجليزية)
- دانيال جونستون على موقع ميوزك برينز (الإنجليزية)
- دانيال جونستون على موقع إن إن دي بي (الإنجليزية)
- دانيال جونستون على موقع أول ميوزيك (الإنجليزية)
- دانيال جونستون على موقع ديسكوغز (الإنجليزية)
- دانيال جونستون على موقع قاعدة بيانات الفيلم (الإنجليزية)